# Jr. Walker & the All Stars
Jr. Walker & the All Stars, amerikanskt soulband tillhörande Motown-stallet och med stora listframgångar på 1960- och 70-talen.
Bandet leddes av saxofonisten Junior Walker vars karaktäristiska spelstil präglade musiken. Under hela sin existens tillhörde bandet skivbolaget Motowns trognaste artister och hade en lång rad listframgångar. Bland de viktigaste kan nämnas genombrottslåten Shotgun (1965) som nådde fjärdeplatsen på Billboardlistan och förstaplatsen på R&B-listan, (I'm a) Road Runner (1966), 20:e plats på Billboardlistan, 4:e på R&B-listan, och How sweet it is (to be loved by you) (1966) 18:e plats på Billboardlistan, 3:e på R&B-listan.
Junior Walker avled av cancer 1995 i en ålder av 64 år.